# Jean Reno
Jean Reno, nome artístico de Juan Moreno y Herrera-Jiménez, (Casablanca, 30 de julho de 1948) é um ator francês, nascido no Marrocos.
Descoberto por Luc Besson, que lhe permitiu alcançar a fama, oferecendo-lhe papéis principais em Le Grand Bleu, Nikita e Léon, também obteve grande popularidade graças à comédia de Jean-Marie Poiré, Les Visiteurs e suas suítes. É um dos raros atores franceses a terem uma importante carreira nos Estados Unidos, destacando-se em French Kiss com o conjunto Meg Ryan/Kevin Kline, Missão impossível com Tom Cruise, Godzilla com Matthew Broderick, Ronin com Robert De Niro, A Pantera Cor-de-Rosa com Steve Martin ou o Código Da Vinci com Tom Hanks.
Foi nomeado três vezes para o César de melhor ator.

## Biografia
Juan Moreno e Herrera-Jiménez (sobrenomes de seu pai e mãe, de acordo com o uso espanhol) nasceu em 30 de julho de 1948 em Casablanca, Marrocos, sob o protetorado francês, de pais espanhóis originários da Andaluzia (seu pai era de Sanlúcar de Barrameda, sua mãe de Jerez de la Frontera) e que fugiram do regime de Franco.
A família mudou-se para a França continental em 1970. Naturalizado francês, continuou a sentir-se acima de tudo espanhol, porque “suas raízes são sobretudo espanholas e andaluzas”. Decidiu iniciar uma carreira como ator e, uma vez de volta do serviço militar na Alemanha, estabeleceu uma companhia teatral com Didier Flamand.

## Vida pessoal
É pai de Sandra (nascida em 1978) e de Mickael (nascido em 1980), fruto do seu casamento com Geneviève. Também é pai, com Nathalie Dyszkiewicz, de Tom (nascido em 1996) e de Serena (nascida em 1998). Atualmente Jean é casado com Zofia Borucka.
No dia 21 de agosto de 2008 foi divulgado que o ator sofreu um grave infarto, sendo internado em um hospital na ilha caribenha de Martinica, onde passava férias.
Porém, o site da revista People informou em  21 de agosto de 2008 que o anúncio sobre o ataque cardíaco que o ator francês teria sofrido no Caribe era falso. A publicação divulgou também que Reno fora internado em um hospital local depois de receber os primeiros socorros.
Segundo a People, a assessoria do ator confirmou que ele procurou um centro médico devido a uma indisposição e informou que Jean Reno passava bem e continuaria sua viagem de férias pelo Caribe com sua esposa Zofia.
Reno é um dos atores franceses mais famosos do cinema mundial. Ele trabalhou em O profissional ao lado de Natalie Portman, em O Código Da Vinci, Missão Impossível, Pantera Cor-de-Rosa, entre outros filmes.

## Filmografia

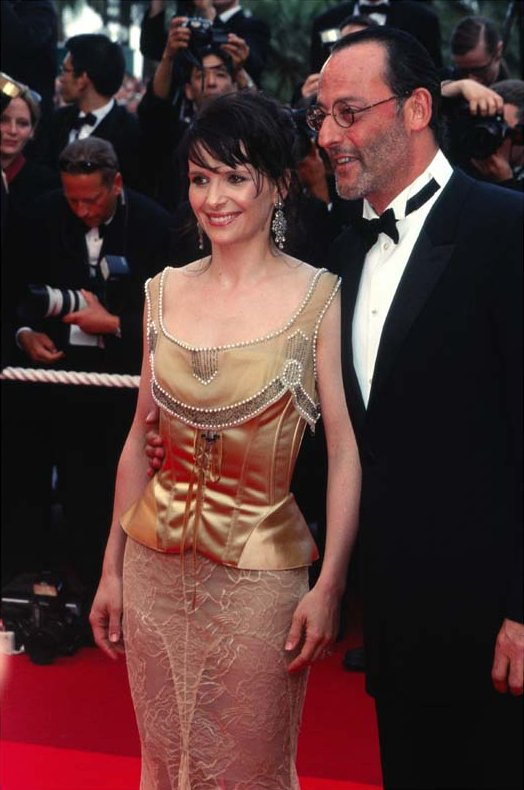
Jean Reno com Juliette Binoche no Festival de Cannes, em 2002

- 1978 - L'hypóthese du tableau volé

- 1979 - Clair de femme
- 1980 - Voulez-vous un bébé Nobel?
- 1981 - On n'est pas des anges... elles non plus
- 1982 - Les bidasses grandes manoeuvres
- 1982 - La passante du Sans-Souci
- 1983 - Le dernier combat
- 1983 - Signes extérieurs de richesse
- 1984 - Notre histoire
- 1985 - Strictement personnel
- 1985 - Subway
- 1986 - I love you
- 1986 - Zone rouge
- 1988 - Imensidão Azul
- 1990 - Nikita (Nikita - Criada para matar) de Luc Besson
- 1990 - L'homme au masque d'or de Eric Duret
- 1986 - Zone rouge
- 1991 - L'opération corned-beef (O agente secreto) de Jean-Marie Poiré
- 1991 - Loulou Graffiti de Christian Lejalé
- 1993 - Les Visiteurs (Os visitantes) de Jean-Marie Poiré
- 1993 - Flight from Justice (Perigo aéreo) de Don Kent
- 1993 - La vis de Didier Flamand
- 1994 - Léon (Léon, o Profissional / O profissional) de Luc Besson
- 1995 - Al di là delle nuvole (Além das nuvens) de Michelangelo Antonioni
- 1995 - French Kiss (O Beijo / Surpresas do coração) de Lawrence Kasdan
- 1995 - Les truffes de Bernard Nauer
- 1996 - Le jaguar de Francis Veber
- 1996 - Mission impossible (Missão impossível) de Brian De Palma
- 1997 - Roseanna's grave (Para Roseanna) de Roland Emmerich
- 1997 - Un amour de sorcière (Duelo de bruxos) de René Manzor
- 1997 - Les Couloirs du temps (Les couloirs du temps: Les visiteurs 2)
- 1998 - Ronin (Ronin) de John Frankenheimer
- 1998 - Godzilla (Godzilla) de Roland Emmerich
- 1999 - Tripwire
- 2000 - Les Rivières pourpres (Rios vermelhos) de Mathieu Kassovitz
- 2001 - Just Visiting - Les Visiteurs en Amérique (Os Visitantes na América / Os viajantes do tempo) de Jean-Marie Poiré
- 2001 - Wasabi (Wasabi) de Gérard Krawczyk
- 2001 - Décalage horaire (Fuso horário do amor) de Danièle Thompson
- 2002 - Rollerball (Rollerball) de John McTiernan
- 2003 - Tais-toi ! (Dupla confusão) de Francis Veber
- 2003 - L'enquête corse de Alain Berberian
- 2003 - Les Rivières pourpres 2 - Les anges de l'apocalypse (Rios Vermelhos 2 - Anjos do apocalipse) de Olivier Dahan
- 2004 - Hotel Rwanda (Hotel Ruanda) de Terry George
- 2004 - Onimusha 3: Demon Siege (jogo eletrônico)
- 2005 - La tigre e la neve (O tigre e a neve) de Roberto Benigni
- 2005 - L'Empire des loups de Chris Nahon
- 2006 - Flushed Away (Por água abaixo) (voz)
- 2006 - The Pink Panther (A Pantera Cor-de-Rosa) de Shawn Levy
- 2006 - The Da Vinci Code (O código Da Vinci) de Ron Howard
- 2006 - Flyboys (Flyboys - Nascidos para voar) de Tony Bill
- 2008 - Cash - O Grande Golpe de Eric Besnard
- 2009 - Armored  (Blindado / Assalto ao Carro blindado) de Nimród Antal
- 2009 - Couples Retreat (Terapia para Casais / Encontro de Casais) de Peter Billingsley
- 2009 - The Pink Panther 2 (A Pantera Cor-de-Rosa 2) de Harald Zwart
- 2009 : Le Premier Cercle de Laurent Tuel
- 2010 - L'Immortel (22 Balas) de Richard Berry
- 2010 - La Rafle  (Amor e Ódio) de Roselyne Bosch
- 2011 - Margaret de Kenneth Lonergan
- 2011 - On ne choisit pas sa famille de Christian Clavier
- 2012 - Comme un chef de Daniel Cohen
- 2012 - Les Seigneurs de Olivier Dahan
- 2012 - Alex Cross de Rob Cohen
- 2013 - Avis de mistral de Roselyne Bosch
- 2014 - Hector and the Search for Happiness de Peter Chelsom
- 2014 - Benoît Brisefer : Les Taxis rouges de Manuel Pradal
- 2014 - Days and Nights de Christian Camargo
- 2015 - Antigang de Benjamin Rocher
- 2017 - Xia dao lian meng de Stephen Fung
- 2019 - Cold Blood de 	Frédéric Petitjean
- 2020 - Da 5 Bloods de Spike Lee
- 2020 - Bronx de Olivier Marchal

## Prémios, indicações e condecorações

### Prémios
Prémios do Cinema Europeu
- 2000: Prémio de mérito europeu no Cinema Mundial [3]
- 2001: Melhor actor - escolha do público [4]

 Festival de Giffoni
- Prémio François Truffaut: 2012[5]

### Indicações
César
- 1989 : indicado ao César do "Melhor actor secundário" - Le Grand Bleu [6]
- 1994 : indicado ao César do "Melhor actor" - Les Visiteurs [7]
- 1995 : indicado ao César do "Melhor actor" - Léon[8]

### Condecorações
- 2003 : Oficial da Ordem Nacional do Mérito (em francês: Ordre national du Mérite)
- 2007 : Oficial da Ordem das Artes e das Letras (em francês: Ordre des Arts et des Lettres)[9]
- 2008 : Oficial da Ordem Nacional da Legião de Honra (em francês: Ordre National de la Légion d'Honneur)[10]